# Список банков, лишённых лицензии в 2009 году (Россия)

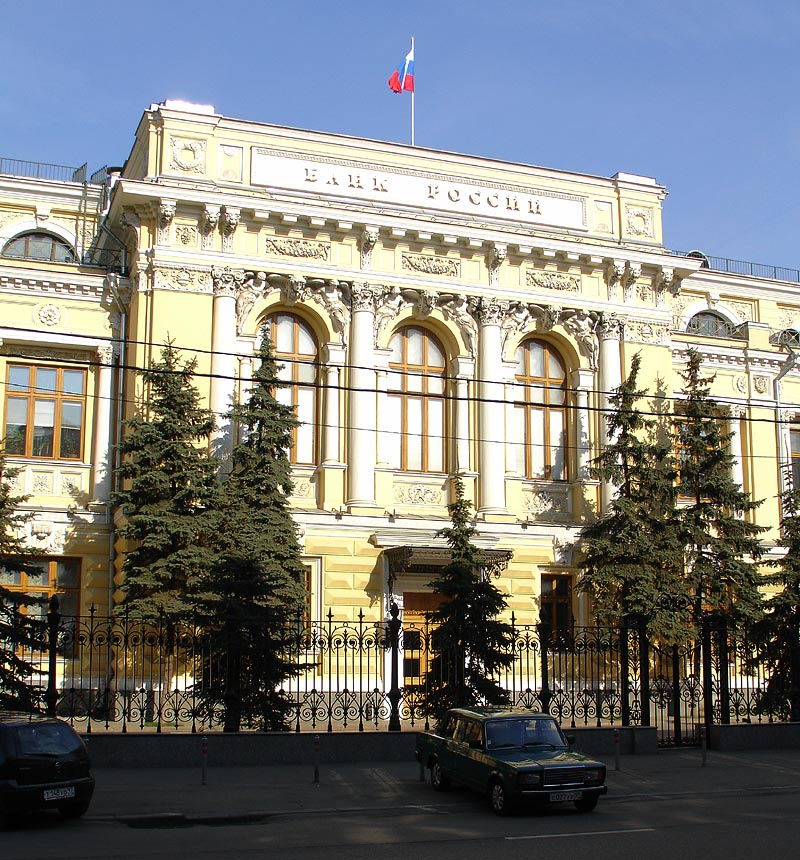
Здание Центрального Банка России на Неглинной

В список включены все кредитные организации России, у которых в 2009 году была отозвана или аннулирована лицензия на осуществление банковской деятельности.
В 2009 году Центральным банком России были отозваны 44 лицензии у кредитных организаций, также у 14 кредитных организаций лицензии были аннулированы. Больше всего кредитных организаций лишились лицензий в феврале и декабре, так в феврале было отозвано 8 лицензий, а в декабре — аннулировано и отозвано по 4 лицензии. Меньше всего в январе — в этом месяце были отозваны лицензии у двух организаций.
Основной причиной для отзыва лицензий у банков в 2009 году стало нарушение банковского законодательства. Кроме того, среди наиболее распространенных проблем оказались неисполнение требований кредиторов, существенная недостоверность отчетности, размер собственных средств ниже минимального значения уставного капитала и достаточность капитала ниже 2 %.

## Легенда
Список разбит на четыре раздела по кварталам 2009 года. Внутри разделов организации отсортированы по месяцам, внутри месяца по датам закрытия, внутри одной даты по номеру документа об отзыве или аннулировании лицензии.

| Таблица: - Дата — дата отзыва/аннулирования лицензии. - Приказ — номер приказа или иного документа об отзыве/аннулировании лицензии. - Регион — населённый пункт или регион регистрации банка. - АСВ — является ли кредитная организация участником системы страхования вкладов. - Причина — основные причины отзыва или аннулирования лицензии организации. Выделение строк цветом: - — выделение светло-зелёным цветом означает, что лицензия организации была аннулирована. - — выделение светло-жёлтым цветом означает, что лицензия организации была отозвана. | Сокращения: - АБ — акционерный банк. - АКБ — акционерный коммерческий банк. - ЗАО — закрытое акционерное общество. - КБ — коммерческий банк. - НКО — небанковская кредитная организация. - ОАО — открытое акционерное общество. - ООО — общество с ограниченной ответственностью. |

## 1 квартал
В разделе приведены все кредитные организации, у которых в 1-м квартале 2009 года была отозвана или аннулирована лицензия.
| Наименование                                                                  | Основ. | Лиц.   | Дата       | Приказ        | Регион          | АСВ | Причина | Прим.                |
| ----------------------------------------------------------------------------- | ------ | ------ | ---------- | ------------- | --------------- | --- | --- | -------------------- |
| Январь                                                                        |        |        |            |               |                 |     | |                      |
| ОАО КБ «Прикамье»                                                             | 1990   | 844    | 19.01.2009 | ОД-53         | Пермь           | Да  | Неисполнение федеральных законов, регулирующих банковскую деятельность. Неисполнение нормативных актов Банка России. Неспособность удовлетворить требования кредиторов. | [ 3 ] [ 4 ]          |
| ОАО «Астраханский промышленный банк»                                          | 1991   | 118    | 27.01.2009 | ОД-84         | Астрахань       | Да  | Нарушение требований Федерального закона № 115-ФЗ. | [ 5 ] [ 6 ] [ 7 ]    |
| Февраль                                                                       |        |        |            |               |                 |     | |                      |
| ООО КБ «Московский Капитал»                                                   | 1994   | 3044   | 02.02.2009 | ОД-98         | Москва          | Да  | Неисполнение федеральных законов, регулирующих банковскую деятельность. Неисполнение нормативных актов Банка России. Низкая достаточность капитала банка. Недостаточный размер собственных средств. Неспособность удовлетворить требования кредиторов.                                          | [ 8 ] [ 9 ]          |
| ЗАО АКБ «МЗБ» («Московский залоговый банк»)                                   | 1993   | 2475   | 02.02.2009 | ОД-101        | Москва          | Да  | Неисполнение федеральных законов, регулирующих банковскую деятельность. Неисполнение нормативных актов Банка России. Низкая достаточность капитала банка. Недостаточный размер собственных средств. Неспособность удовлетворить требования кредиторов.                                          | [ 10 ] [ 11 ]        |
| ООО «Урайский коммерческий банк»                                              | 1990   | 667    | 10.02.2009 | ОД-119        | Урай            | Да  | Существенная недостоверность отчетных данных. Неспособность удовлетворить требования кредиторов. | [ 12 ] [ 13 ] [ 14 ] |
| ОАО КБ «Каури»                                                                | 1990   | 776    | 10.02.2009 | ОД-121        | Пермь           | Да  | Неисполнение федеральных законов, регулирующих банковскую деятельность. Неисполнение нормативных актов Банка России. Существенная недостоверность отчетных данных. Неспособность удовлетворить требования кредиторов.                                                                           | [ 15 ] [ 16 ] [ 17 ] |
| ООО НКО «Империал-Центр»                                                      | 2007   | 3478-К | 10.02.2009 | ОД-123        | Москва          | Нет | Неисполнение федеральных законов, регулирующих банковскую деятельность. Неисполнение нормативных актов Банка России. | [ 18 ] [ 19 ]        |
| ЗАО «Банк Восточно-европейской финансовой корпорации-Урал» («Банк ВЕФК-Урал») | 1992   | 2223   | 19.02.2009 | ОД-149        | Екатеринбург    | Да  | Неспособность удовлетворить требования кредиторов. Потеря ликвидности. | [ 20 ] [ 21 ]        |
| ООО ИКБ «Судкомбанк»                                                          | 1991   | 1428   | 19.02.2009 | ОД-150        | Москва          | Да  | Неисполнение федеральных законов, регулирующих банковскую деятельность. Неисполнение нормативных актов Банка России. Низкая достаточность капитала банка. Недостаточный размер собственных средств. Неспособность удовлетворить требования кредиторов.                                          | [ 22 ] [ 23 ] [ 24 ] |
| ОАО «Инкасбанк»                                                               | 1994   | 2685   | 19.02.2009 | ОД-151        | Санкт-Петербург | Да  | Неисполнение федеральных законов, регулирующих банковскую деятельность. Неисполнение нормативных актов Банка России. Низкая достаточность капитала банка. Недостаточный размер собственных средств. Неспособность удовлетворить требования кредиторов.                                          | [ 25 ] [ 26 ]        |
| Март                                                                          |        |        |            |               |                 |     | |                      |
| ОАО «Акционерный банк „Южный Торговый Банк“»                                  | 1993   | 2478   | 05.03.2009 | ОД-196        | Ростов-на-Дону  | Да  | Неспособность удовлетворить требования кредиторов. | [ 27 ] [ 28 ]        |
| ОАО «Муниципальный Коммерческий Банк»                                         | 1992   | 1731   | 05.03.2009 | ОД-198        | Калининград     | Да  | Неисполнение федеральных законов, регулирующих банковскую деятельность. Неисполнение нормативных актов Банка России. Существенная недостоверность отчётности. Неспособность удовлетворить требования кредиторов.                                                                                | [ 29 ] [ 30 ]        |
| ООО «Коммерческий банк социальной защиты населения „Соцкредитбанк“»           | 1993   | 2553   | 19.03.2009 | ОД-234        | Уфа             | Да  | Неисполнение федеральных законов, регулирующих банковскую деятельность. Неисполнение нормативных актов Банка России. Низкая достаточность капитала банка. Недостаточный размер собственных средств. Неспособность удовлетворить требования кредиторов.                                          | [ 31 ] [ 32 ]        |
| ООО КБ «Независимый Банк Развития»                                            | 1994   | 3055   | 19.03.2009 | 2097711025575 | Москва          | Нет | Решение уполномоченного органа банка о прекращении деятельности кредитной организации в порядке ликвидации. | [ 33 ] [ 34 ]        |
| ООО КБ «Банк новых программ кредитования» («НПК-Банк»)                        | 2003   | 3442   | 30.03.2009 | ОД-262        | Москва          | Нет | Неисполнение федеральных законов, регулирующих банковскую деятельность. Неисполнение нормативных актов Банка России. Нарушение требований Федерального закона № 115-ФЗ. Недостаточный размер собственных средств.                                                                               | [ 35 ] [ 36 ]        |
| ОАО КБ «Федеральный Инвестиционный Банк»                                      | 1991   | 1422   | 30.03.2009 | ОД-264        | Москва          | Нет | Неисполнение федеральных законов, регулирующих банковскую деятельность. Неисполнение нормативных актов Банка России. Существенная недостоверность отчётности. Нарушение требований Федерального закона № 115-ФЗ. Низкая достаточность капитала банка. Недостаточный размер собственных средств. | [ 37 ] [ 38 ]        |

## 2 квартал
В разделе приведены все кредитные организации, у которых во 2-м квартале 2009 года была отозвана или аннулирована лицензия.
| Наименование                                                           | Основ. | Лиц.   | Дата       | Приказ        | Регион          | АСВ | Причина | Прим.                |
| ---------------------------------------------------------------------- | ------ | ------ | ---------- | ------------- | --------------- | --- | --- | -------------------- |
| Апрель                                                                 |        |        |            |               |                 |     | |                      |
| ООО КБ «Фемили»                                                        | 1992   | 346    | 16.04.2009 | ОД-331        | Москва          | Да  | Неисполнение федеральных законов, регулирующих банковскую деятельность. Неисполнение нормативных актов Банка России. Низкая достаточность капитала банка. Недостаточный размер собственных средств. Неспособность удовлетворить требования кредиторов. | [ 39 ] [ 40 ]        |
| ООО КБ «Сибирско-Московский Коммерческий Банк»                         | 1994   | 3069   | 16.04.2009 | ОД-333        | Москва          | Да  | Неисполнение федеральных законов, регулирующих банковскую деятельность. Неисполнение нормативных актов Банка России. Существенная недостоверность отчётности. Низкая достаточность капитала банка. Недостаточный размер собственных средств.           | [ 41 ] [ 42 ] [ 43 ] |
| ЗАО АКБ «ЮникБанк»                                                     | 1993   | 2336   | 23.04.2009 | ОД-346        | Москва          | Да  | Неисполнение федеральных законов, регулирующих банковскую деятельность. Неисполнение нормативных актов Банка России. Неспособность удовлетворить требования кредиторов.                                                                                | [ 44 ] [ 45 ] [ 46 ] |
| ОАО КБ «Петро-Аэро-Банк»                                               | 1995   | 3227   | 23.04.2009 | ОД-348        | Санкт-Петербург | Да  | Неисполнение федеральных законов, регулирующих банковскую деятельность. Неисполнение нормативных актов Банка России. Существенная недостоверность отчётности.                                                                                          | [ 47 ] [ 48 ]        |
| Май                                                                    |        |        |            |               |                 |     | |                      |
| ЗАО «Поволжский немецкий банк»                                         | 1994   | 2967   | 07.05.2009 | ОД-383        | Саратов         | Да  | Существенная недостоверность отчётности. Низкая достаточность капитала банка. Недостаточный размер собственных средств. | [ 49 ] [ 50 ]        |
| ЗАО КБ «Столыпин»                                                      | 1994   | 2946   | 21.05.2009 | ОД-411        | Москва          | Нет | Неисполнение федеральных законов, регулирующих банковскую деятельность. Неисполнение нормативных актов Банка России. Нарушение требований Федерального закона № 115-ФЗ.                                                                                | [ 51 ] [ 52 ]        |
| ЗАО НКО «Расчетная палата МРС»                                         | 2007   | 3469-К | 21.05.2009 | ОД-413        | Москва          | Нет | Неисполнение федеральных законов, регулирующих банковскую деятельность. Неисполнение нормативных актов Банка России. Нарушение требований Федерального закона № 115-ФЗ.                                                                                | [ 53 ] [ 54 ]        |
| Июнь                                                                   |        |        |            |               |                 |     | |                      |
| ОАО «Эталонбанк»                                                       | 1993   | 99     | 09.06.2009 | 2092800004955 | Москва          | Нет | Присоединён к ОАО «Восточный экспресс банк». | [ 55 ] [ 56 ]        |
| ОАО «Акционерный коммерческий переселенческий банк „Соотечественники“» | 1994   | 2931   | 18.06.2009 | ОД-471        | Омск            | Да  | Неисполнение федеральных законов, регулирующих банковскую деятельность. Неисполнение нормативных актов Банка России. Низкая достаточность капитала банка. Недостаточный размер собственных средств. Неспособность удовлетворить требования кредиторов. | [ 57 ] [ 58 ]        |
| ООО «ИПФ Банк»                                                         | 1990   | 899    | 25.06.2009 | 2147711001293 | Москва          | Нет | Решение участников банка о прекращении деятельности кредитной организации в порядке ликвидации. | [ 59 ] [ 60 ]        |
| ООО КБ «Интернациональный Торговый Банк»                               | 1994   | 3063   | 25.06.2009 | ОД-486        | Москва          | Да  | Неисполнение федеральных законов, регулирующих банковскую деятельность. Неисполнение нормативных актов Банка России. Низкая достаточность капитала банка. Недостаточный размер собственных средств. Существенная недостоверность отчётности.           | [ 61 ] [ 62 ] [ 63 ] |
| ООО КБ «Индустриальный»                                                | 1994   | 3156   | 25.06.2009 | ОД-488        | Москва          | Да  | Неисполнение федеральных законов, регулирующих банковскую деятельность. Неисполнение нормативных актов Банка России. Нарушение требований Федерального закона № 115-ФЗ.                                                                                | [ 64 ] [ 65 ]        |

## 3 квартал
В разделе приведены все кредитные организации, у которых в 3-м квартале 2009 года была отозвана или аннулирована лицензия.
| Наименование                                                           | Основ. | Лиц. | Дата       | Приказ        | Регион    | АСВ | Причина | Прим.                |
| ---------------------------------------------------------------------- | ------ | ---- | ---------- | ------------- | --------- | --- | --- | -------------------- |
| Июль                                                                   |        |      |            |               |           |     | |                      |
| ЗАО АКБ «ЮСиБи»                                                        | 1993   | 2371 | 02.07.2009 | 2107711012297 | Москва    | Нет | Решение акционера банка о прекращении деятельности кредитной организации в порядке ликвидации. | [ 66 ] [ 67 ]        |
| ООО «Банк Евро Трейд»                                                  | 2002   | 3432 | 02.07.2009 | ОД-505        | Москва    | Нет | Неисполнение федеральных законов, регулирующих банковскую деятельность. Неисполнение нормативных актов Банка России. Несоблюдение требований к размеру собственных средств.                                           | [ 68 ] [ 69 ]        |
| ОАО КБ «Межрегиональная финансовая корпорация»                         | 1992   | 658  | 10.07.2009 | ОД-517        | Москва    | Да  | Неисполнение федеральных законов, регулирующих банковскую деятельность. Неисполнение нормативных актов Банка России. Нарушение требований Федерального закона № 115-ФЗ.                                               | [ 70 ] [ 71 ] [ 72 ] |
| ООО КБ «Банк высоких технологий»                                       | 1994   | 3167 | 30.07.2009 | ОД-545        | Москва    | Да  | Неисполнение федеральных законов, регулирующих банковскую деятельность. Неисполнение нормативных актов Банка России.                                                                                                  | [ 73 ] [ 74 ]        |
| Август                                                                 |        |      |            |               |           |     | |                      |
| ОАО «МДМ-банк»                                                         | 1993   | 2361 | 06.08.2009 | 2095400028942 | Москва    | Нет | Реорганизация банка в форме его слияния с ОАО «УРСА Банк» в новый объединенный банк ОАО «МДМ банк». | [ 75 ] [ 76 ]        |
| ОАО «Акционерно-коммерческий банк „Град-Банк“»                         | 1994   | 2750 | 20.08.2009 | ОД-574        | Хабаровск | Да  | Низкая достаточность капитала банка. Недостаточный размер собственных средств. Существенная недостоверность отчетных данных.                                                                                          | [ 77 ] [ 78 ] [ 79 ] |
| ЗАО «Белгородский акционерный коммерческий дорожный банк „БелДорБанк“» | 1995   | 3276 | 24.08.2009 | 2097711016269 | Белгород  | Нет | Присоединён к КБ «Русский Народный Банк» | [ 80 ] [ 81 ]        |
| ОАО КБ «Вымпел»                                                        | 1994   | 2874 | 20.08.2009 | ОД-585        | Москва    | Да  | Неисполнение федеральных законов, регулирующих банковскую деятельность. Неисполнение нормативных актов Банка России. Существенная недостоверность отчетных данных. Неспособность удовлетворить требования кредиторов. | [ 82 ] [ 83 ]        |
| Сентябрь                                                               |        |      |            |               |           |     | |                      |
| ОАО «Восточно-Европейский коммерческий банк»                           | 1994   | 2844 | 03.09.2009 | ОД-598        | Калуга    | Да  | Неисполнение федеральных законов, регулирующих банковскую деятельность. Неисполнение нормативных актов Банка России. Неспособность удовлетворить требования кредиторов.                                               | [ 84 ] [ 85 ]        |
| ООО «Банк Международного Бизнеса»                                      | 1995   | 3280 | 03.09.2009 | ОД-600        | Москва    | Нет | Неисполнение федеральных законов, регулирующих банковскую деятельность. Неисполнение нормативных актов Банка России. Нарушение требований Федерального закона № 115-ФЗ.                                               | [ 86 ] [ 87 ]        |
| ОАО «Банк Центральное Общество Взаимного Кредита»                      | 1993   | 2346 | 15.09.2009 | 2097711017150 | Москва    | Нет | Присоединён к ОАО АКБ «Росбанк» | [ 88 ] [ 89 ]        |
| ООО КБ «Первомайский»                                                  | 1990   | 652  | 24.09.2009 | ОД-625        | Ижевск    | Нет | Неисполнение федеральных законов, регулирующих банковскую деятельность. Неисполнение нормативных актов Банка России. Неспособность удовлетворить требования кредиторов.                                               | [ 90 ] [ 91 ]        |

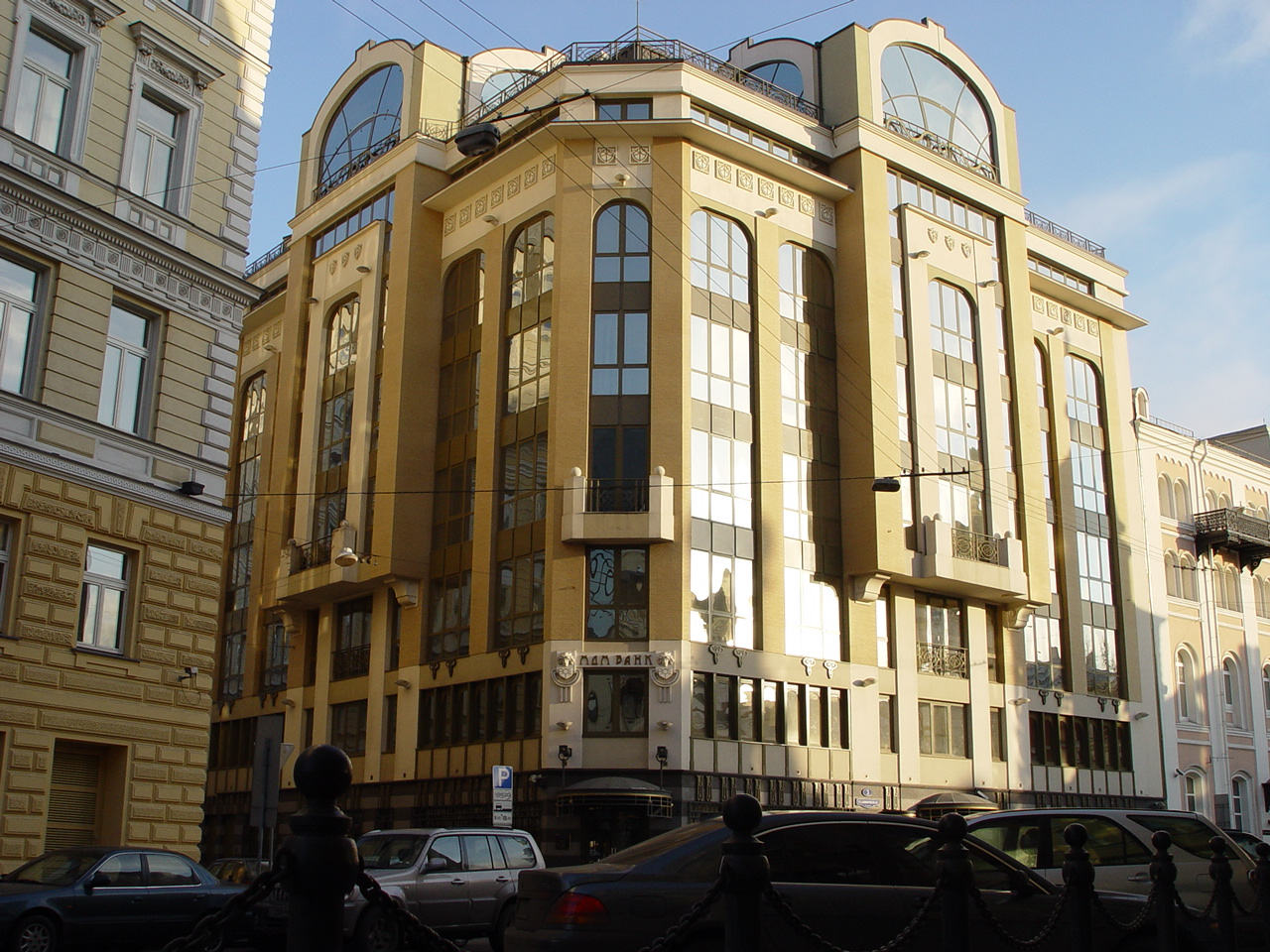
Центральный офис «МДМ-Банка» в Москве с 2002 по 2005 год
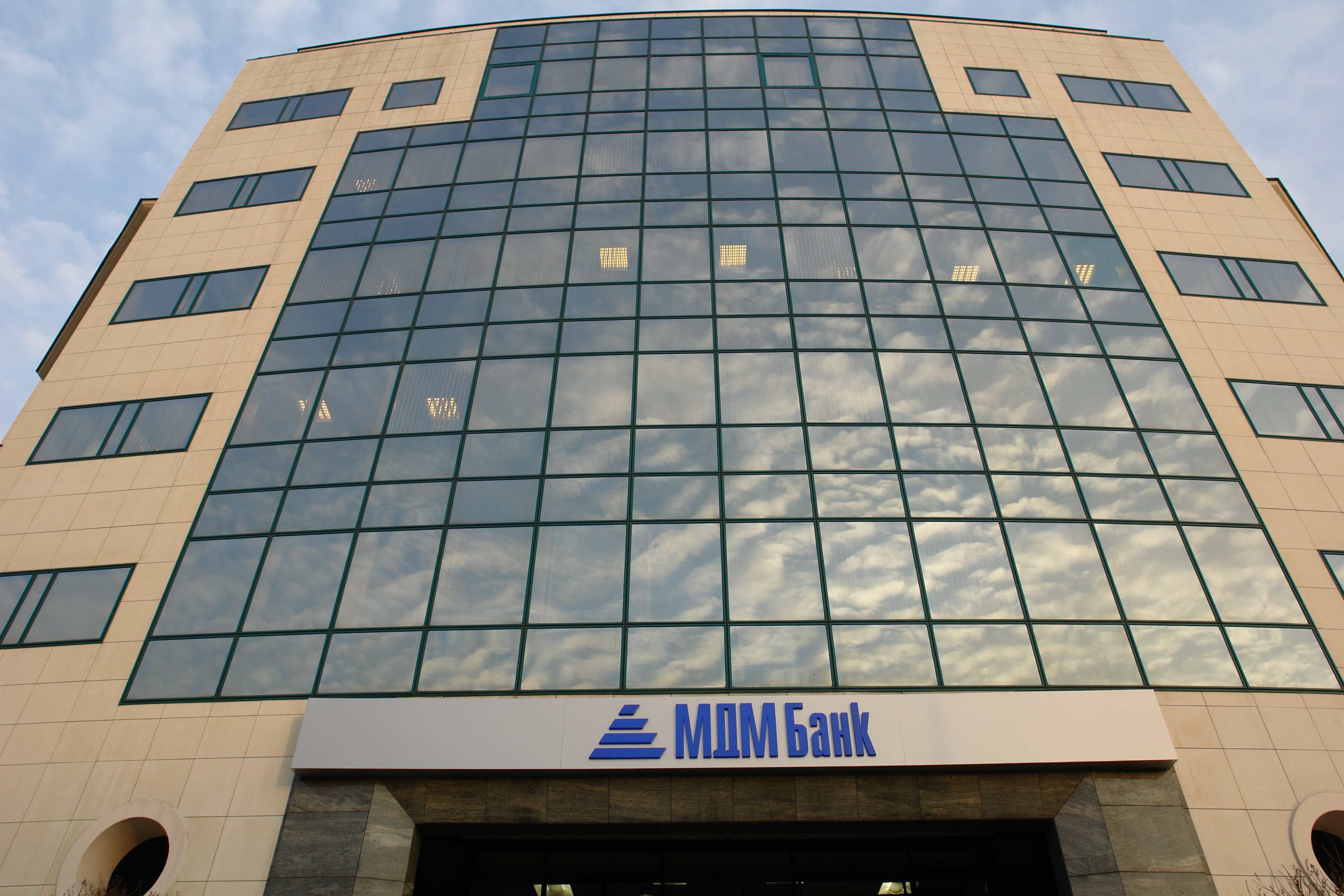
Центральный офис «МДМ-Банка» в Москве с 2005 года
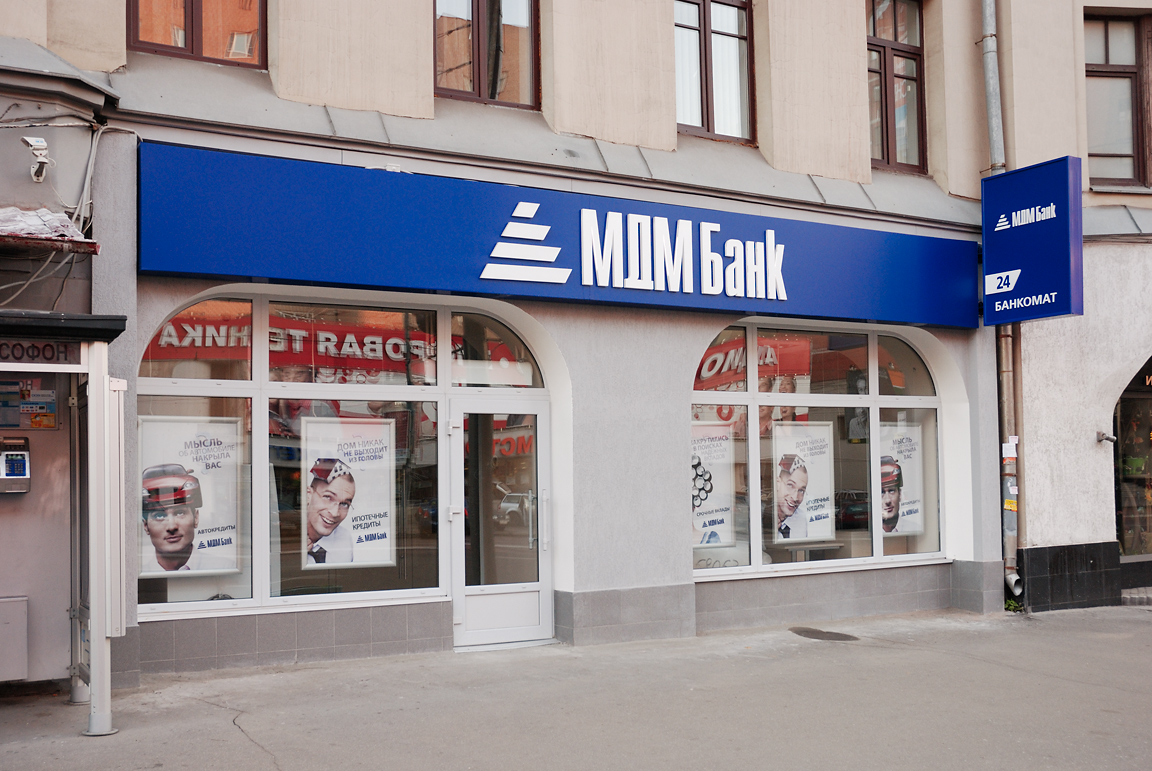
Отделение банка «МДМ-Банка» в Москве

## 4 квартал
В разделе приведены все кредитные организации, у которых в 4-м квартале 2009 года была отозвана или аннулирована лицензия.
| Наименование                                                               | Основ. | Лиц.   | Дата       | Приказ        | Регион          | АСВ | Причина | Прим.                   |
| -------------------------------------------------------------------------- | ------ | ------ | ---------- | ------------- | --------------- | --- | --- | ----------------------- |
| Октябрь                                                                    |        |        |            |               |                 |     | |                         |
| ОАО «Международный банк торгового сотрудничества»                          | 1994   | 3039   | 05.10.2009 | 2097711018986 | Москва          | Нет | Присоединён к ОАО «Банк „Северный морской путь“». | [ 92 ] [ 93 ]           |
| ООО КБ «Либра»                                                             | 1994   | 2980   | 09.10.2009 | ОД-645        | Москва          | Нет | Неисполнение федеральных законов, регулирующих банковскую деятельность. Неисполнение нормативных актов Банка России. Несоблюдение требований к размеру собственных средств. Существенная недостоверность отчётных данных.                                                                            | [ 94 ] [ 95 ]           |
| ООО КБ «Взаимный банк»                                                     | 2003   | 3445   | 09.10.2009 | ОД-647        | Москва          | Нет | Неисполнение федеральных законов, регулирующих банковскую деятельность. Неисполнение нормативных актов Банка России. Низкая достаточность капитала банка. Недостаточный размер собственных средств. Существенная недостоверность отчётных данных. Нарушение требований Федерального закона № 115-ФЗ. | [ 96 ] [ 97 ]           |
| ЗАО КБ «Движение»                                                          | 1991   | 199    | 22.10.2009 | 2092800009916 | Томск           | Нет | Присоединён к ОАО «Восточный экспресс банк». | [ 98 ] [ 99 ]           |
| ООО КБ «Универсал»                                                         | 1993   | 2565   | 29.10.2009 | ОД-684        | Первоуральск    | Да  | Неисполнение федеральных законов, регулирующих банковскую деятельность. Неисполнение нормативных актов Банка России. Неспособность удовлетворить требования кредиторов. | [ 100 ] [ 101 ]         |
| ООО «Международный Банк „Сенатор“»                                         | 1996   | 3302   | 29.10.2009 | ОД-686        | Москва          | Нет | Неисполнение федеральных законов, регулирующих банковскую деятельность. Неисполнение нормативных актов Банка России. Неспособность удовлетворить требования кредиторов. | [ 102 ] [ 103 ]         |
| Ноябрь                                                                     |        |        |            |               |                 |     | |                         |
| ЗАО «Банк „Петербург-Инвест“»                                              | 1993   | 2582   | 12.11.2009 | 2095500040403 | Санкт-Петербург | Нет | Присоединён к ЗАО КБ «Мираф-Банк». | [ 104 ] [ 105 ]         |
| ЗАО АКБ «Межрегиональный Инвестиционный Банк»                              | 1994   | 2788   | 19.11.2009 | ОД-736        | Москва          | Да  | Неисполнение федеральных законов, регулирующих банковскую деятельность. Неисполнение нормативных актов Банка России. Существенная недостоверность отчетных данных. Неспособность удовлетворить требования кредиторов.                                                                                | [ 106 ] [ 107 ]         |
| ООО КБ «Кубань»                                                            | 1991   | 98     | 19.11.2009 | ОД-738        | Москва          | Нет | Существенная недостоверность отчетных данных. Неспособность удовлетворить требования кредиторов. | [ 108 ] [ 109 ]         |
| ОАО «Банк „Южный регион“»                                                  | 1993   | 2409   | 27.11.2009 | 2096100040089 | Ростов-на-Дону  | Нет | Присоединён к ОАО «Ростовский инвестиционно-коммерческий промышленно-строительный банк». | [ 110 ] [ 111 ]         |
| Декабрь                                                                    |        |        |            |               |                 |     | |                         |
| ОАО АБ «Сир»                                                               | 1992   | 1904   | 10.12.2009 | ОД-776        | Якутск          | Да  | Неисполнение федеральных законов, регулирующих банковскую деятельность. Неисполнение нормативных актов Банка России. Неспособность удовлетворить требования кредиторов. | [ 112 ] [ 113 ] [ 114 ] |
| ООО НКО «Международная Расчетная Палата»                                   | 1992   | 2365-Р | 17.12.2009 | ОД-796        | Москва          | Нет | Неисполнение федеральных законов, регулирующих банковскую деятельность. Неисполнение нормативных актов Банка России. Неспособность удовлетворить требования кредиторов. | [ 115 ] [ 116 ]         |
| ОАО «Читинский промышленно-строительный банк»                              | 1991   | 1339   | 23.12.2009 | 2097711026103 | Чита            | Нет | Присоединены к ОАО «Транскредитбанк». | [ 117 ] [ 118 ]         |
| ОАО «Региональный универсальный акционерный коммерческий банк „Супербанк“» | 1991   | 1338   | 23.12.2009 | 2097711026037 | Благовещенск    | Нет | Присоединены к ОАО «Транскредитбанк». | [ 119 ] [ 120 ]         |
| ОАО «Межрегиональный Транспортный Коммерческий Банк»                       | 1992   | 2003   | 23.12.2009 | 2097711026059 | Ростов-на-Дону  | Нет | Присоединены к ОАО «Транскредитбанк». | [ 121 ] [ 122 ]         |
| ОАО «Межрегиональный акционерный банк „Юго-Восток“»                        | 1990   | 414    | 23.12.2009 | 2097711026015 | Воронеж         | Нет | Присоединены к ОАО «Транскредитбанк». | [ 123 ] [ 124 ]         |
| ЗАО «Мега Банк»                                                            | 1992   | 2220   | 24.12.2009 | ОД-814        | Тюмень          | Да  | Неисполнение федеральных законов, регулирующих банковскую деятельность. Неисполнение нормативных актов Банка России. Неспособность удовлетворить требования кредиторов. | [ 125 ] [ 126 ]         |
| ОАО КБ «Банк Развития Промышленности»                                      | 1991   | 307    | 29.12.2009 | ОД-831        | Москва          | Да  | Нарушение требований Федерального закона № 115-ФЗ. | [ 127 ] [ 128 ]         |

## Статистика

### Закрытие по месяцам
| Закрытие по месяцам | Закрытие по месяцам | Закрытие по месяцам | Закрытие по месяцам | Закрытие по месяцам |
| Месяц               |                     |                     |                     | Количество          |
| ------------------- | ------------------- | ------------------- | ------------------- | ------------------- |
| Январь              |                     |                     | 2                   |                     |
| Февраль             |                     |                     | 8                   |                     |
| Март                |                     |                     | 6                   |                     |
| Апрель              |                     |                     | 4                   |                     |
| Май                 |                     |                     | 3                   |                     |
| Июнь                |                     |                     | 5                   |                     |
| Июль                |                     |                     | 4                   |                     |
| Август              |                     |                     | 4                   |                     |
| Сентябрь            |                     |                     | 4                   |                     |
| Октябрь             |                     |                     | 6                   |                     |
| Ноябрь              |                     |                     | 4                   |                     |
| Декабрь             |                     |                     | 8                   |                     |

### Причины отзыва лицензий
| Причины закрытия | Причины закрытия | Причины закрытия | Причины закрытия | Причины закрытия |
| Причина |                  |                  |                  | Количество       |
| --- | ---------------- | ---------------- | ---------------- | ---------------- |
| Нарушение банковского законодательства (п. 6 ч. 1 ст. 20 Федерального закона «О банках и банковской деятельности») |                  |                  | 34               |                  |
| Неисполнение требований кредиторов (п. 4 ч. 2 ст. 20 Федерального закона «О банках и банковской деятельности») |                  |                  | 24               |                  |
| Существенная недостоверность отчетности (п. 3 ч. 1 ст. 20 Федерального закона «О банках и банковской деятельности») |                  |                  | 17               |                  |
| Размер собственных средств ниже минимального значения уставного капитала (п. 2 ч. 2 ст. 20 Федерального закона «О банках и банковской деятельности») |                  |                  | 12               |                  |
| Достаточность капитала ниже 2 % (п. 1 ч. 2 ст. 20 Федерального закона «О банках и банковской деятельности») |                  |                  | 11               |                  |
| Нарушение требований ст. 6 и 7 Федерального закона № 115-ФЗ (п. 6 ч. 1 ст. 20 Федерального закона «О банках и банковской деятельности») |                  |                  | 10               |                  |
| Снижение в течение трех месяцев подряд размера собственных средств ниже размера собственных средств достигнутого на 1 января 2007 года (п. 5—6 ч. 2 ст. 20 Федерального закона «О банках и банковской деятельности»)                                                                                  |                  |                  | 2                |                  |
| Неоднократное непредставление в установленный срок в Банк России обновленных сведений, необходимых для внесения изменений в единый государственный реестр юридических лиц, за исключением сведений о полученных лицензиях (п. 9 ч. 1 ст. 20 Федерального закона «О банках и банковской деятельности») |                  |                  | 1                |                  |
| Неисполнение в срок требований Банка России о приведении в соответствие величины уставного капитала и размера собственных средств (п. 3 ч. 2 ст. 20 Федерального закона «О банках и банковской деятельности»)                                                                                         |                  |                  | 1                |                  |

### Комментарии
1. ↑  По инициативе Банка России, согласно требований статьи 20 Федерального закона «О банках и банковской деятельности».
2. ↑  По инициативе собственников компании или в порядке её реорганизации.